# CLEC10A
CLEC10A (англ. C-type lectin domain family 10 member A, лектин С-типа домен семейство 10 член A) — мембранный белок, лектин типа С. Продукт гена человека CLEC10A.

## Функции
Белок относится к суперсемейству белков CTL/CTLD (лектин типа С/лектин типа С-подобный домен). Члены этого семейства имеют сходную белковую структуру и обладают разнообразными функциями, такими как адгезия клеток, межклеточная передача сигнала, метаболизм гликопротеинов, роль в воспалении и иммунном ответе. CLEC10A является трансмембранным белком 2-го типа и может функционировать как клеточный поверхностный антиген. Существует две изоформы белка.
Участвует в регуляции врождённого и приобретённого иммунитета. Связывает концевые галактозу и N-ацетилгалактозамин, связанные с серином или треонином. Подобные углеводные соединения известны как Tn-Ag и экспрессированы на клетках различных карцином.

## Структура
Белок состоит из 316 аминокислот, содержит один трансмембранный домен. Внеклеточный домен содержит два участка N-гликозилирования аспарагиновых остатков и 3 дисульфидные связи.